# Anders Grönros
Anders Grönros, född 19 oktober 1953 i Rotebro, är en svensk regissör och manusförfattare.
Han guldbaggebelönades 1991 i kategorin Bästa regi för filmen Agnes Cecilia – en sällsam historia. 2007 sändes hans dokumentär Ambres – en död talar, om mediet Sture Johansson och anden Ambres som han hävdar talar genom honom, för första gången på SVT2.

## Filmografi
- 1979 – Den åttonde dagen (regi, manus)
- 1991 – Agnes Cecilia – en sällsam historia (regi, manus)
- 1996 – Blackout (regi)
- 1998 – Glasblåsarns barn (regi, manus)
- 2007 – Ambres – en död talar (regi, manus)
- 2011 – Jag saknar dig (regi, manus)

## Radio
Anders Grönros dramatiserade och regisserade Agnes Cecilia som radioteater 2005.